# Дудківка (Чугуївський район)
Ду́дківка — село в Україні, у Зміївській міській громаді Чугуївського району Харківської області. Населення становить 120 осіб. До 2020 орган місцевого самоврядування — Таранівська сільська рада.

## Географія
Село Дудківка знаходиться на лівому березі річки Вільшанка, вище за течією на протилежному березі на відстані 1 км розташоване селище Безпалівка, нижче за течією на протилежному березі на відстані 2 км розташоване село Жаданівка.
По селу протікає безіменна річка, уздовж якої село витягнуто на 5 км, західна частина села раніше називалася Вільшанка.
До села примикають лісові масиви урочище Завилівка та урочище Заповідне (дуб). Біля села розташовані садові ділянки.

## Історія
Село засноване в 1700 році. В 1756 році побудована Іоанно-Предтеченська церква.
За даними на 1864 рік у казеному селі Таранівської волості Зміївського повіту, мешкало 436 осіб (222 чоловічої статі та 214 — жіночої), налічувалось 60 дворових господарств, існувала православна церква.
Станом на 1914 рік кількість мешканців села зросла до 1010 осіб.
Село постраждало внаслідок геноциду українського народу, вчиненого урядом СССР у 1932—1933 роках, кількість встановлених жертв в Таранівці та Дудківці — 375 людей.
12 червня 2020 року, відповідно до Розпорядження Кабінету Міністрів України  № 725-р «Про визначення адміністративних центрів та затвердження територій територіальних громад Харківської області», увійшло до складу Зміївської міської громади.
19 липня 2020 року, в результаті адміністративно-територіальної реформи та ліквідації Зміївського району, село увійшло до складу Чугуївського району Харківської області.

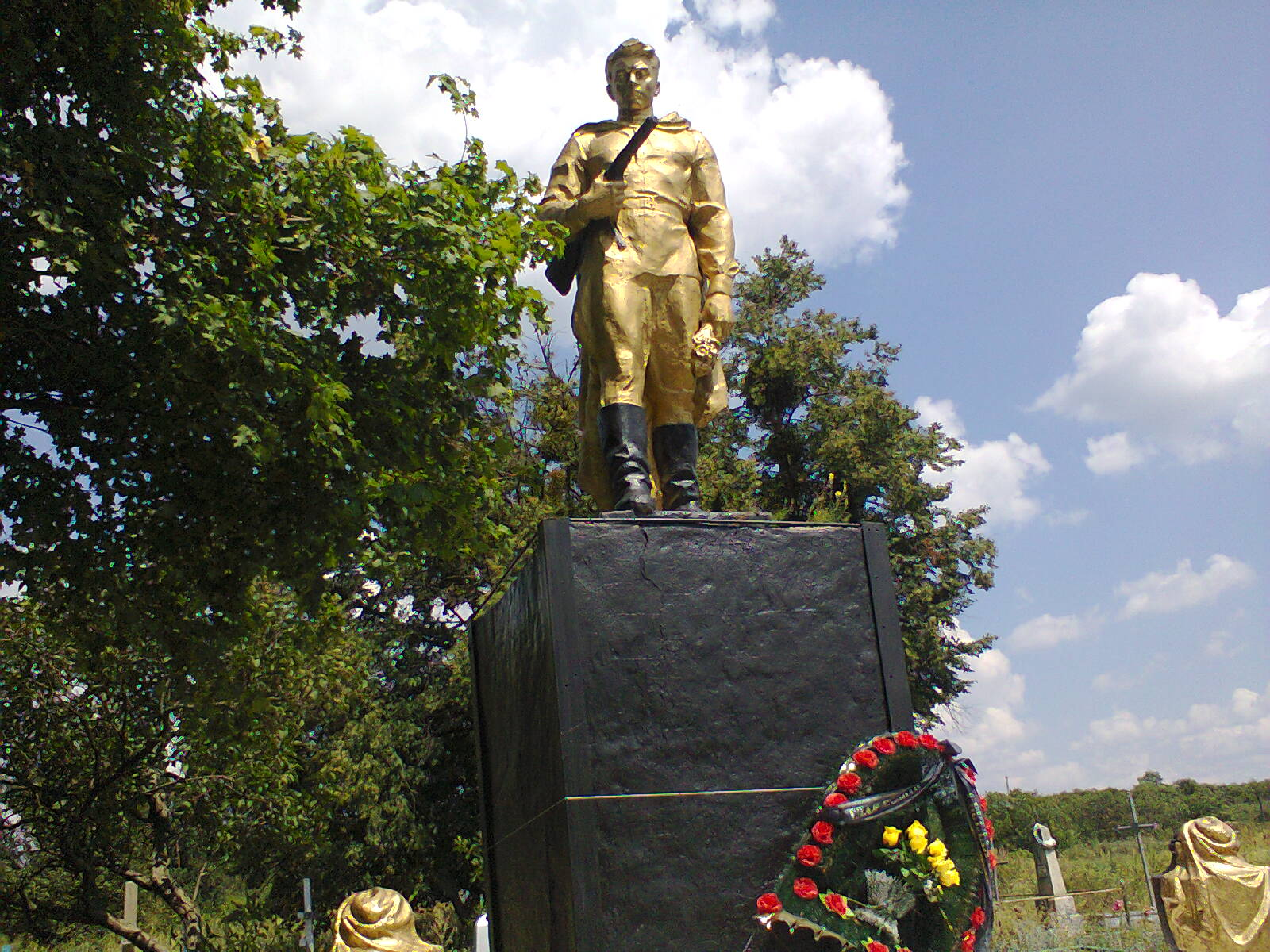
Пам'ятник солдату Другої світової війни
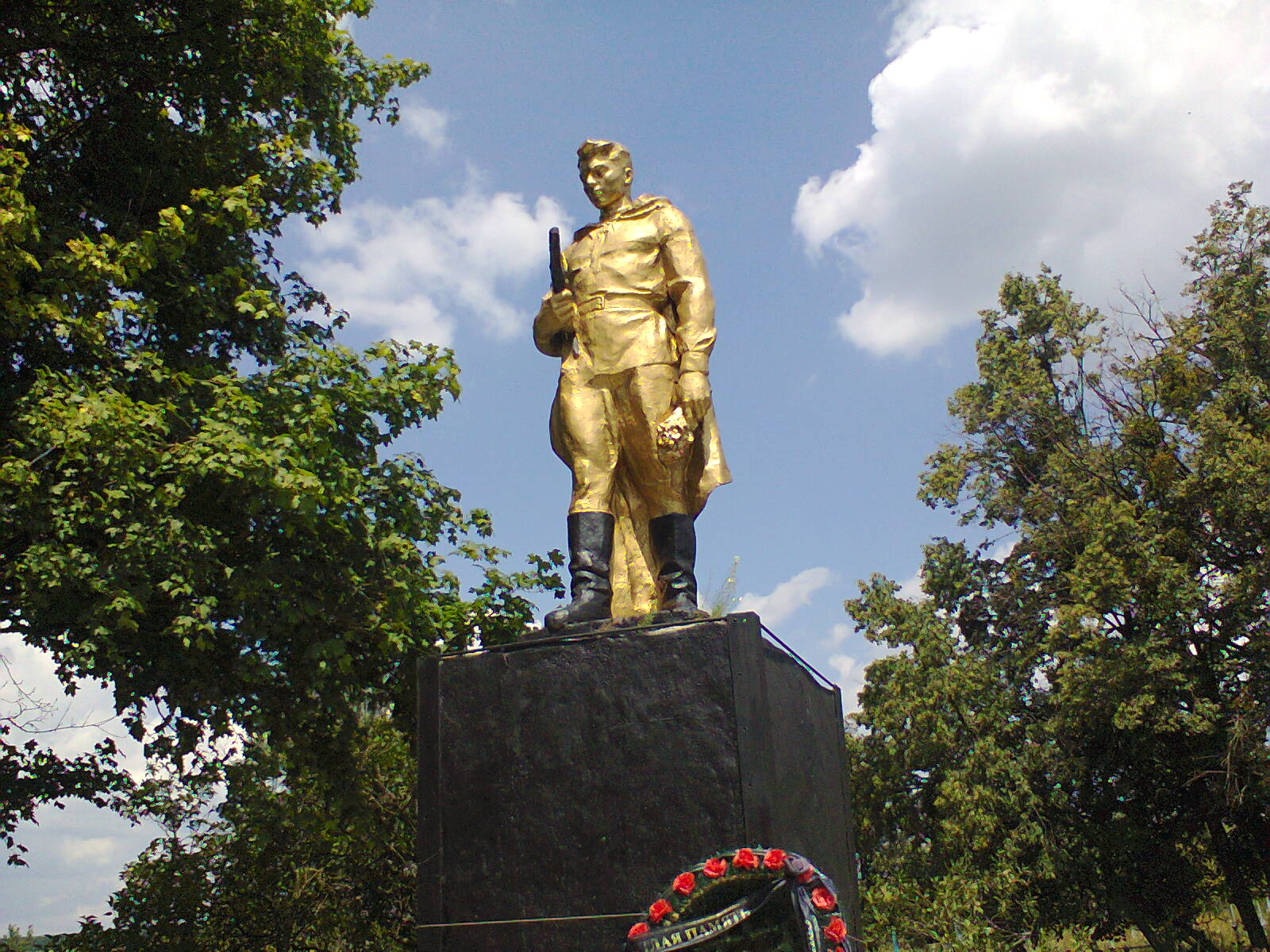
Пам'ятник солдату Другої світової війни. Вид з постаментом
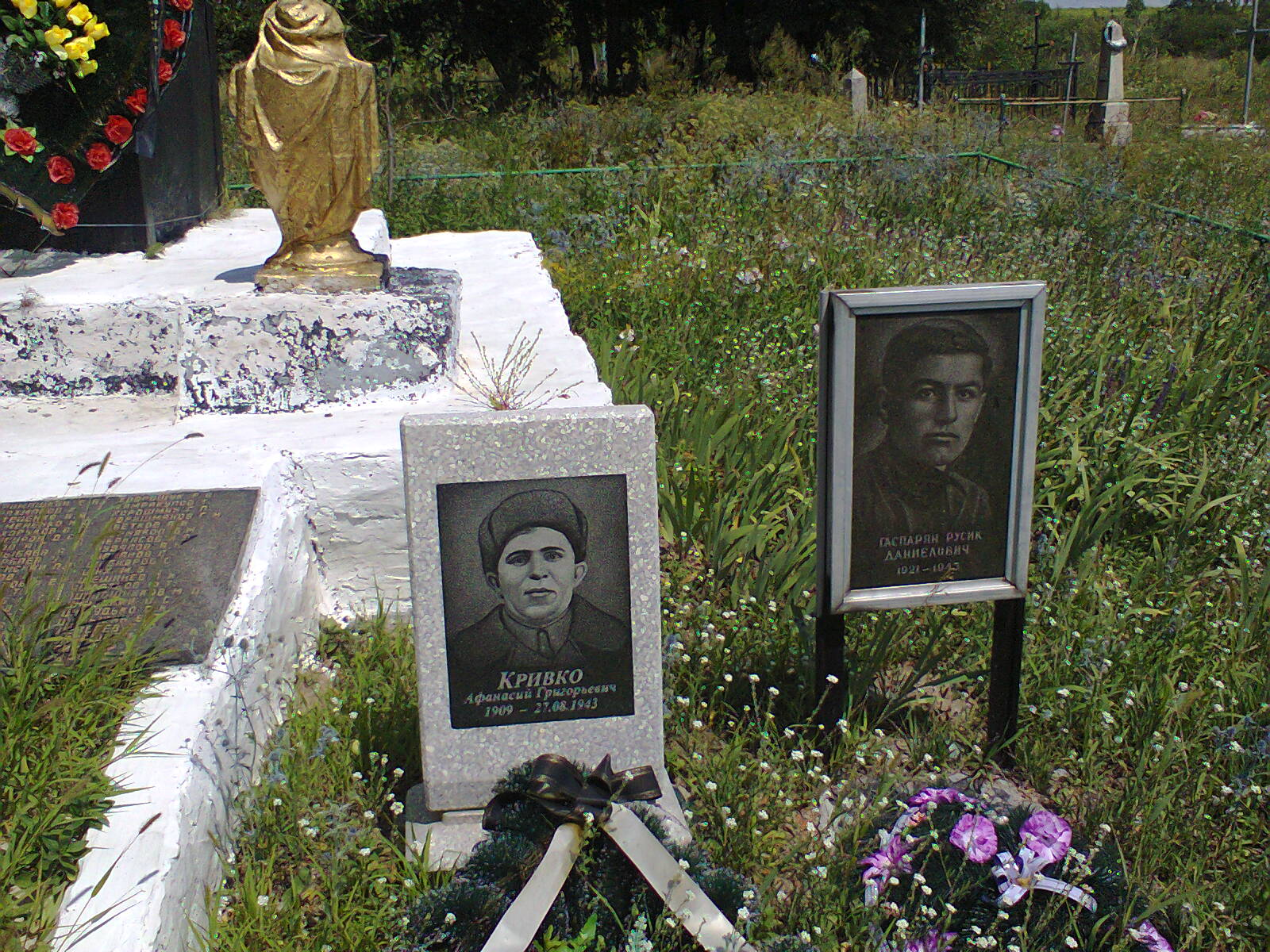
Поховання біля пам'ятника солдату
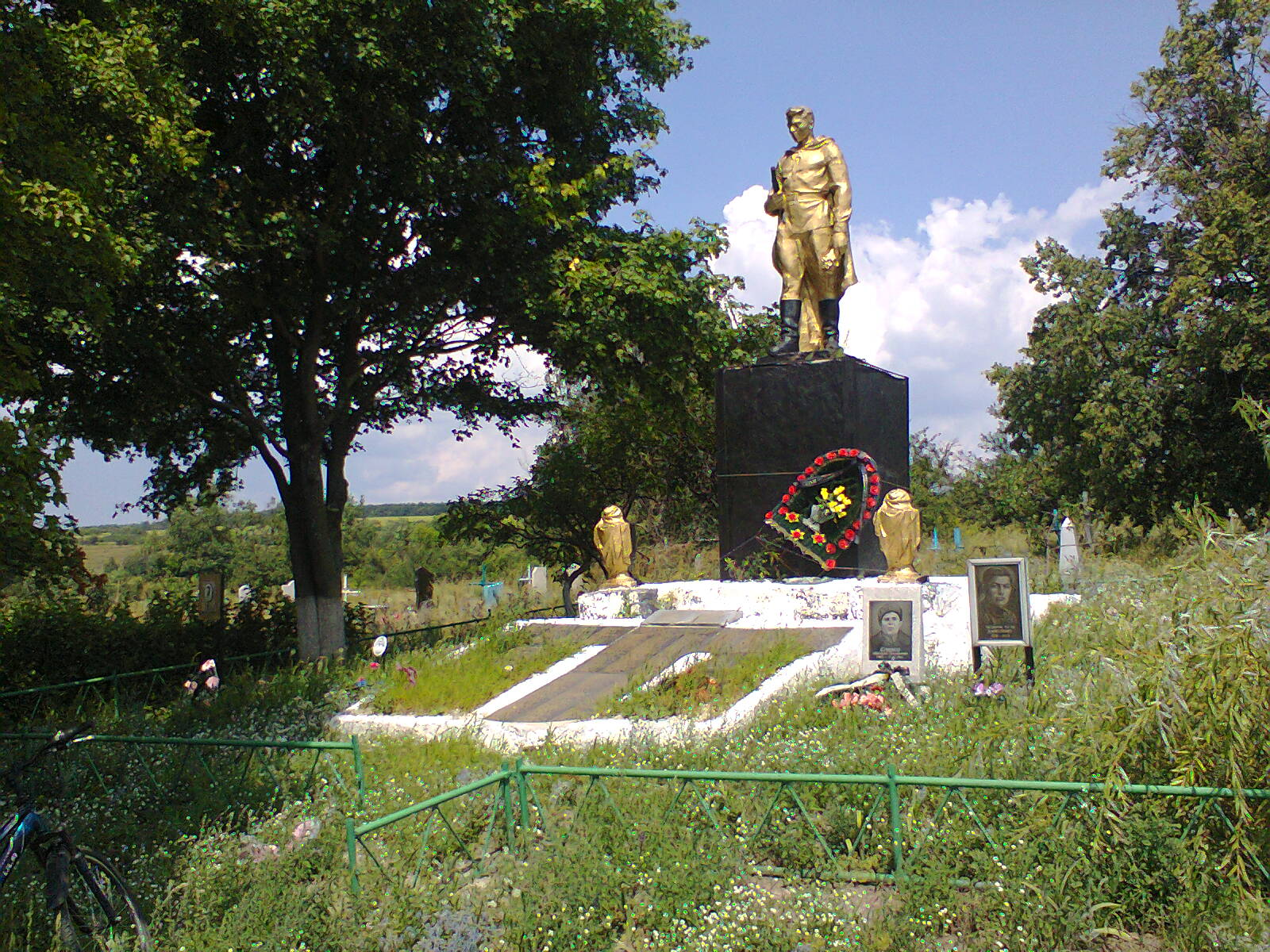
Загальний вид меморіалу

## Населення

### Мова
Розподіл населення за рідною мовою за даними перепису 2001 року:
| Мова       | Кількість | Відсоток |
| ---------- | --------- | -------- |
| українська | 111       | 92.5%    |
| російська  | 9         | 7.5%     |
| Усього     | 120       | 100%     |

## Економіка
- Птахо-товарна ферма.

## Об'єкти соціальної сфери
- Фельдшерсько-акушерський пункт.